# I Am Aisha
Aisha Echteld, bekend onder haar artiestennaam I Am Aisha, is een Nederlands hiphopartieste. Haar grootste hit Zulke dingen doe je leverde haar goud op; de bijbehorende videoclip werd ruim 16 miljoen keer bekeken.

## Biografie
Echteld komt uit een muzikale familie. Haar moeder is Jetty Weels en werd bekend als een van de zangeressen van Mai Tai. Haar vader is percussionist. Ze heeft altijd geweten dat ze zelf ook in de muziek verder wil. Vier jaar lang had ze een relatie met Willy van The Opposites. Ze was bijvoorbeeld ook als enige gastartiest te horen op hun album De fik erin (2005). In 2008 deed ze mee aan Idols, ze bereikte niet de liveshows.
Haar succes zou erin liggen dat ze zich niet afhankelijk van anderen opstelt. Ze maakt haar eigen plan en schrijft zelf de teksten voor haar muziek. Op het feit dat ze een van de weinige vrouwen in de hiphopwereld is, reageerde ze met: "Ik ben one of the guys. Ze praten gewoon over vrouwen waar ik bij ben. Ik zie andere vrouwen die wel talent hebben, maar ze moven niet slim genoeg."
In 2010 bracht Echteld haar eerste album uit, de mixtape-ep I Am Aisha. In 2012 werkte ze samen met Jebroer in het nummer Herrie in me oor. De videoclip werd meer dan een miljoen keer bekeken op YouTube. In 2013 had ze een kleine hit met Rebel. Nadat ze bij Top Notch tekende, volgden vanaf 2014 nog enkele kleine hits, zoals Hey boy, Je bent meer en in 2015 Bitches. Ook was ze dat jaar te horen in een nummer met Mr. Polska op zijn album Snoller.
In september 2015 bracht Echteld Zulke dingen doe je uit met samenwerking van Dio. Het is haar grootste hit en haar videoclip werd rond veertien miljoen keer bekeken op YouTube. In 2016 ging ze de samenwerking aan met Faya & F1rstman, met het nummer Squat. Ook deze videoclip werd miljoenen malen bekeken; de bijbehorende single stond 25 weken in de Top 100. Ze gaf verschillende sessies voor 101Barz. Datzelfde jaar nam ze voor een aflevering van Ali B op volle toeren een bewerking op van Ruth Jacott's Vrede.
In 2018 deed Echteld aan het negentiende seizoen van het RTL 5-programma Expeditie Robinson, zij verliet vrijwillig het programma en ging als derde deelnemer weg. Ze eindigde op de 19e plaats. In 2023 deed ze mee aan het televisieprogramma De Alleskunner VIPS waarin ze op de 29ste plaats eindigde. In 2025 deed Echteld samen met Humberto Tan mee aan het televisieprogramma That's my jam.

## Discografie

### Albums
| Jaar | Album      | Vlag van Nederland | Vlag van Nederland | opmerking |
| Jaar | Album      | 100                | weken              | opmerking |
| ---- | ---------- | ------------------ | ------------------ | --------- |
| 2010 | I Am Aisha | -                  | -                  | Mixtape   |
| 2014 | Hey boy    | -                  | -                  | EP        |
| 2015 | Geisha     | -                  | -                  | EP        |
| 2017 | Wha gwaan  | 16                 | 4                  |           |

### Singles
| Jaar | Act                                                                            | Nummer              | Vlag van Nederland | Vlag van Nederland | Opmerkingen                   |
| Jaar | Act                                                                            | Nummer              | 100                | weken              | Opmerkingen                   |
| ---- | ------------------------------------------------------------------------------ | ------------------- | ------------------ | ------------------ | ----------------------------- |
| 2015 | I Am Aisha met Dio                                                             | Zulke dingen doe je | 95                 | 4                  | goud                          |
| 2016 | Faya en F1rstman met I Am Aisha                                                | Squat               | 41                 | 25                 |                               |
| 2016 | Keizer met I Am Aisha, Jonna Fraser en Kempi                                   | Plus min            | 66                 | 3                  |                               |
| 2016 | Sevn Alias met I Am Aisha                                                      | Systeem             | 67                 | 2                  |                               |
| 2017 | Diaz, Bruno en F1rstman met I Am Aisha en Kempi                                | Love Sensez         | 49                 | 11                 |                               |
| 2018 | I Am Aisha met Dimitri Vegas & Like Mike, Quintino, Ali B, Boef en Ronnie Flex | Slow down           | 2                  | 18                 | nr. 14 in Vlaamse Ultratop 50 |